# Thomas Wolfe
Thomas Clayton Wolfe (Asheville, Carolina del Nord, 3 d'octubre de 1900 - Baltimore, 15 de setembre de 1938) fou un dels principals novel·listes estatunidencs de principis del segle xx.
Wolfe va escriure quatre novel·les així com molts contes, obres dramàtiques i fragments de novel·la. És conegut per la barreja de prosa molt original, poètica i impressionista amb escrits autobiogràfics. Els seus llibres, escrits i publicats durant els anys 1920 i 1940, reflecteixen clarament la cultura dels Estats Units i els costums de l'època, encara que filtrat mitjançant la seva perspectiva sensible, sofisticada i molt analítica.
Després de la seva mort, el seu contemporani William Faulkner va dir que Wolfe podria haver sigut el millor escriptor de la seva generació, ja que era el que aspirava a més. La influència de Wolfe s'estén als escrits de l'escriptor de la Generació Beat Jack Kerouac, i d'autors com Ray Bradbury i Philip Roth, entre d'altres. Wolfe continua essent un dels escriptors més importants de la literatura nord-americana moderna, com un dels primers mestres de la ficció autobiogràfica, i se'l considera l'escriptor més famós de Carolina del Nord.
La seva relació editorial amb Maxwell Perkins va ser retratada a la pel·lícula de 2016 L'editor de llibres.

## Mort
El 1938, després d'entregar un manuscrit de gairebé més d'un milió de paraules al seu nou editor, Edward Aswell, Wolfe va deixar Nova York per a fer un tour a l'Oest. Mentre hi anava va fer una parada a la Universitat Purdue per impartir-hi una lliçó, "Escrivint i vivint", i després es va passar dues setmanes viatjant a onze parcs nacionals a l'Oest, l'única part del país que encara no havia visitat. Wolfe va escriure a Aswell que mentre que en escrits previs s'havia centrat en la seva família, ara agafaria una perspectiva més global. El juliol, Wolfe va agafar una pneumònia mentre visitava Seattle, i va estar-hi tres setmanes a l'hospital. La seva germana Mabel va tancar la seva residència a Washington DC i va anar a Seattle a cuidar-lo. Van sorgir complicacions i se li va acabar diagnosticant tuberculosi miliar.
El 6 de setembre se'l va enviar a l'hospital Johns Hopkins de Baltimore a rebre tractament pel neurocirurgià més famós del país, Walter Dandy, però l'operació va revelar que la malaltia s'havia escampat a la part dreta del cervell. Sense recuperar la consciència, va morir divuit dies abans del seu 38è aniversari. Un diari del seu viatge bisetmanal als parcs nacionals es va trobar entre les seves pertinences.
Al seu llit de mort i abans d'entrar en coma, Wolfe va escriure una carta a Perkins: Va reconèixer que Perkins l'havia ajudat a fer la seva feina i a fer-la possible.
| «               | (anglès) I shall always think of you and feel about you the way it was that Fourth of July day three years ago when you met me at the boat, and we went out on the cafe on the river and had a drink and later went on top of the tall building, and all the strangeness and the glory and the power of life and of the city was below. | (català) Sempre pensaré en tu i et recordaré com el quatre de juliol de fa tres anys quan em vas trobar a la barca i vam anar al cafè al riu, vam beure i després vam anar a dalt de l'edifici alt, i tota l'estranyesa i la glòria i el poder de la vida i de la ciutat estava a sota. | » |
| — Thomas Wolfe, | | |   |

Wolfe va ser enterrar al cementiri Riverside a Asheville (Carolina del Nord), al costat dels seus familiars i germans.
Després de la seva mort, el The New York Times va escriure "La seva era una de les veus joves més confiades en la literatura americana contemporània, una veu vibrant i amb tots els tons que és difícil de creure que hagi pogut emmudir tant ràpidament. Tenia la marca de geni, encara que era un geni indisciplinat i impredictible.... Tenia dins seu una energia sense consumir, una força incansable, unes ganes de viure i d'expressar-se insaciables que l'haurien pogut tant enlairar com enfonsar-lo". Time va escriure: "La mort aquesta darrera setmana de Thomas Clayton Wolfe ha fet que els crítics se n'adonin que, de tots els novel·listes americans de la seva generació, ell n'era un dels quals s'esperava més".

## Obra
- Look Homeward, Angel (1929)
- Of Time and the River (1935)
- From Death to Morning (1935)
- The Story of a Novel (1936)
- The Lost Boy (1937), traduït al català com a El nen perdut per Marcel Riera amb Viena (2014)
- The Web and the Rock (1939)
- You Can't Go Home Again (1940)
- The Hounds of Darkness
- The Hills Beyond (1941)
- A Western Journal: A Daily Log of the Great Parks Trip, June 20-July 2, 1938 (1951 by University of Pittsburgh Press)
- The Letters of Thomas Wolfe (1956)
- Short Novels of Thomas Wolfe (1961)
- The Mountains: A Play in One Act; The Mountains: A Drama in Three Acts and a Prologue (1970)
- Welcome to our City: A Play in Ten Scenes (1983)
- Beyond Love and Loyalty: The Letters of Thomas Wolfe and Elizabeth Nowell edited by Richard Kennedy (1983)
- My Other Loneliness: Letters of Thomas Wolfe and Aline Bernstein (1983)
- Mannerhouse: A Play in a Prologue and Four Acts (1985)
- The Collected Stories (Francis E. Skipp, ed.) (1987)
- To Loot My Life Clean: The Thomas Wolfe-Maxwell Perkins Correspondence (2000)
- O Lost: A Story of the Buried Life (2000)